# Leptolalax hamidi
Leptolalax hamidi és una espècie d'amfibi que viu a Indonèsia i Malàisia.
Està amenaçada d'extinció per la pèrdua del seu hàbitat natural.